# Tuva-Lisa Johansson
Tuva-Lisa er en bogserie af de svenske forfattere Anders Jacobsson og Sören Olsson. Hovedpersonen er pigen Tuva-Lisa Johansson.

## Bøger
| Titel                        | Udgivelsesår (Sverige) |
| ---------------------------- | ---------------------- |
| Tuva-Lisa                    | 1992                   |
| Tuva-Lisa och vindens son    | 1996                   |
| Tuva-Lisa och anden i glaset | 2000                   |